# Sara Hauge
Sara Hauge, född 27 maj 1992, är en norsk-svensk samhällsvetare och sedan 2020 generalsekreterare för Sverok.
Mellan 2015 och 2018 var Hauge generalsekreterare för Sveroks norska motsvarighet Hyperion. Hon har bland annat arbetat för att stärka kvinnors roll i spelhobbyn genom att starta det norska Heltinneprosjektet. 2018 flyttade hon till Sverige för att bli föreningsutvecklare för Sverok.
Sara Hauge är fritidspolitiker och är ersättare i Kultur- och fritidsnämnden för Vänsterpartiet i Sundbyberg där hon är bosatt. Sara Hauge sitter också i styrgruppen för civilsamhällesplattformen Ideell arena och verkar i den nationella valberedningen för Studiefrämjandet.
År 2023 hamnade Hauge på plats 22 på Ledarnas listan Framtidens kvinnliga ledare.